# Кортезе, Джулио Чезаре
Джулио Чезаре Кортезе (итал. Giulio Cesare Cortese; род. конец 1570 г. Неаполь, Неаполитанское королевство — ум. после 1640 г. Неаполь) — итальянский поэт и писатель, писавший свои произведения на неаполитанском диалекте.

## Жизнь и творчество
Джулио Чезаре Кортезе родился в знатной дворянской семье. О его ранних годах и юности известно мало. Учился вместе с будущим писателем-сказочником Джамбаттистой Базиле. Получил юридическое образование, после чего отправился во Флоренцию, где поступил на службу при дворе великого герцога тосканского Фердинанда Медичи. В 1599 году был членом посольства герцога к испанскому королевскому двору, связанному с бракосочетанием короля Филиппа III и принцессы Маргариты Австрийской.
Находясь в Тоскане, Кортезе неудачно сватался к одной из придворных дам. Пережив эту личную трагедию, поэт вернулся на родину в Неаполь, где написал свою первую поэму «Vajasseide», посвящённую женщинам из простого сословия. Это произведение, по форме состоящее из пяти песней и написанное на неаполитанском языке, героическое по содержанию, вышло в свет в 1604 году и пользовалось у читателей огромной популярностью. Поэма выдержала до 16 переизданий и содержит, кроме прочего, примеры различных, присущих тому времени примет и суеверий, распространённых в простонародье.
Среди прочих произведений Кортезе следует назвать поэму «Cerriglio incantato», также из пяти частей. Сюжетом её является популярная в те времена тема рыцарских похождений и подвигов, с волшебством, борьбой с чудовищами и великанами. Известной была его поэма «Путешествие на Парнас», состоящая из семи песней. Действие её происходит на Парнасе, где Аполлон в окружении муз судит поэта и его поэзию. Поэма проникнута горечью и пессимизмом и содержит автобиографические мотивы. Известны также его пастораль «Роза» и роман в прозе «Приключения Джулио и Перны». Все произведения Джулио Кортезе написаны на неаполитанском диалекте, что делает их особо интересными и оригинальными.
Кортезе был другом известного неаполитанского врача и целителя простонародья Луиджи Капонаро.

## Сочинения
- «La Vaiasseide» (1612), поэма
- «Micco Passaro 'nnamorato» (1619), Эпическая поэма
- «Li travagliuse ammure de Ciullo e Perna», прозаический романсеро
- «La rosa», пастораль
- «Viaggio in Parnaso» (1621), поэма о поэтическом творчестве с автобиографическими мотивами;
- «Lo cerriglio 'ncantato» (1628)

### Собрания произведений
- Opere di Giulio Cesare Cortese in lingua napoletana: in questa XV impressione purgate con somma accuratezza da infiniti errori, che la rendevano manchevoli, Napoli: Per Nouello de Bonis, ad istanza d’Adriano Scultore all’Insegna di S. Marco, 1666 (on-line).
- Opere poetiche: In appendice La tiorba a taccone de Felippo Sgruttendio de Scafato; edizione critica con note e glossario a cura di Enrico Malato, Collana «Poeti e prosatori italiani» diretta da Mario Petrucciani, n. 4, Roma: Edizioni dell’Ateneo, 1967